# Šibám
Město Šibám (arabsky شبام, v přepisu latinkou Šibām), známé jako „Manhattan pouště“ nebo „Chicago pouště“, je historické sídlo ve vádí Hadramaut ve stejnojmenném jemenském guvernorátu (muhafazachu, arabsky محافظة). Staré město obehnané obrannými zdmi, s unikátními výškovými domy, pocházejícími období od 16. do 19. století, bylo zapsáno na seznam Světového dědictví již na 6. zasedání UNESCO v roce 1982.

## Historie
Místo v údolí Hadramautu, kde stojí město Šibám, bylo osídleno již zhruba před 2 500 lety. Nejstarší písemná zmínka o sídle jménem „Šibám“, nacházejícím se na trase karavan, dopravujících přes arabskou náhorní plošinu kadidlo a koření, byla objevena na chrámovém nápisu z 5. století př. n. l. Od 4. století n. l. býval Šibám hlavním městem Hadramautského království. Stal se jím kolem roku 300 n. l. poté, co byla zničena původní metropole Hadramautu Šabva, ležící ve vádí Hadramaut západně od Šibámu.
V 7. a 8. století se Šibám stal významným centrem šíření islámu v oblasti Hadramautu. V období raného středověku (do 11. století) čítalo město více než 6 000 domů, ve městě v té době byly 103 mešity a 14 hamamů (lázní).
Původní staré město Šibám bylo téměř celé zničeno v důsledku katastrofálních povodní, k nimž došlo ve vádí Hadramaut na přelomu let 1532 a 1533. Na skalnaté plošině uprostřed vádí poté během doby od 16. do 19. století město znovu vystavěli potomci jeho někdejších obyvatel, kteří v minulosti odešli za prací či za obchodem do jiných částí Arabského poloostrova nebo ještě dále na východ do Indie a dalších zemí. Tito navrátilci, disponující dostatečnými finančními prostředky, zde postupně vybudovali opevněné město v podobě, která se dochovala až do 21. století.
V důsledku nepokojů, revolucí a občanských válek na Arabském poloostrově, které zde propukly po roce 2010 a jimiž byl silně postižen i Jemen, mj. též v důsledku saúdskoarabského bombardování v březnu 2015, došlo k poškození řady památek, včetně části Světového dědictví ve městech Saná a Šibám. Šibám kromě toho musel během své historie nezřídka čelit přívalovým dešťům a povodním, například velké vodní přívaly z konce října 2008 měly pro stavby z nepálené hlíny katastrofální důsledky. UNESCO proto zařadilo v roce 2015 jemenská města Saná, Šibám a Zabíd na seznam Světového dědictví v ohrožení.

## Popis města
Staré město představuje obdélník o rozloze 250 krát 350 metrů, protkaný sítí rovnoběžných a příčných ulic, u nichž některé sotva dosahují šíře dvou metrů. Hustě zastavěná plocha je obehnaná obrannými zdmi, které měly sídlo uchránit před nájezdy beduínů.
Město je tvořeno zhruba pěti stovkami věžovitých výškových domů, postavených z nepálené hlíny a poté omítnutých. Tyto „mrakodrapy“, dosahující výšky 20 až 30 metrů, mají obvykle 5 až 8 poschodí, nejvyšší budova má poschodí jedenáct. Šířka stěn ve vyšších poschodích se postupně zužuje. Některé domy jsou spojeny můstky a balkónky, aby byl obyvatelům v případě ohrožení umožněn únik. S ohledem na trvanlivost specifického stavebního materiálu je obvyklá životnost historických budov dvě – tři století. Pokud jsou domy v havarijním stavu, jsou strženy a poté jsou znovu postaveny jejich přesné kopie za dodržení původních stavebních postupů a vzhledu budov.
Již od 16. století měl Šibám některé rysy moderního města, které v té době v jiných městech, včetně evropských, byly zcela neznámé. Především šlo o rozvod vody a sanitární systém, dosahující i do vyšších pater obytných budov. K pozdějšímu úpadku města pak přispělo zanedbání zemědělského protipovodňového systému ve vádí, změny v chovu hospodářských zvířat a také nezabezpečení dostatečného odtoku odpadních vod po zavedení moderních vodovodů do výškových budov.
Ve starém městě žije kolem sedmi tisíc obyvatel. Jižně od starého města se na protilehlém břehu říčního koryta, zaplavovaného občasnými dešti, rozkládá nová městská zástavba, kterou tvoří předměstí Al-Sahil a další městské části.
V areálu starého města se kromě hradu ze 13. století dochovala tzv. páteční mešita, která je nejstarší stavbou tohoto druhu v Hadramautu. Nález pálených cihel v rozích stavby, které jsou v této oblasti neobvyklým stavebním materiálem, je považován za potvrzení legendy, že tato mešita byla postavena na počátku 9. století n. l. za vlády chalífy Hárúna ar-Rašída.

## Galerie

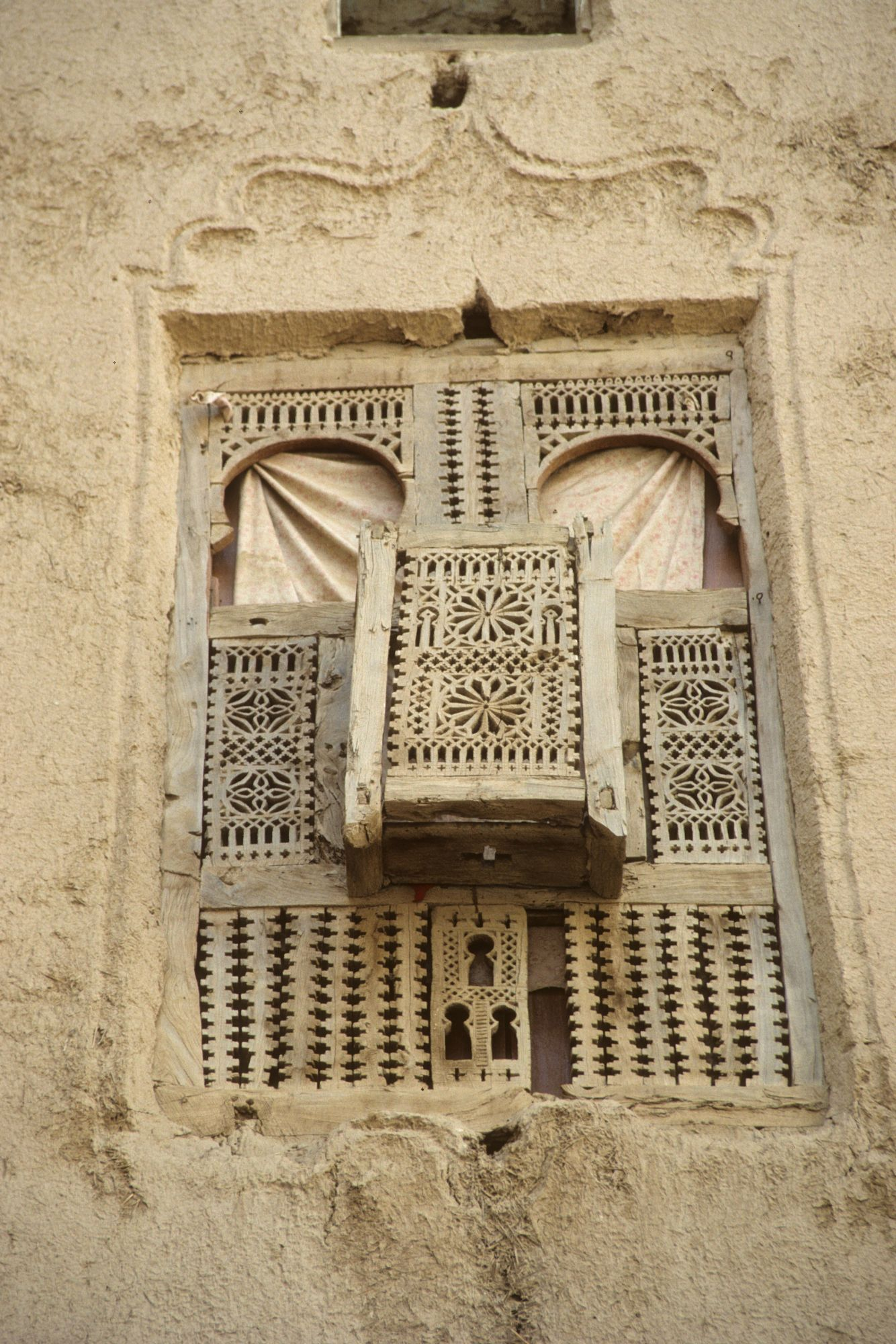
Okno s balkónkem
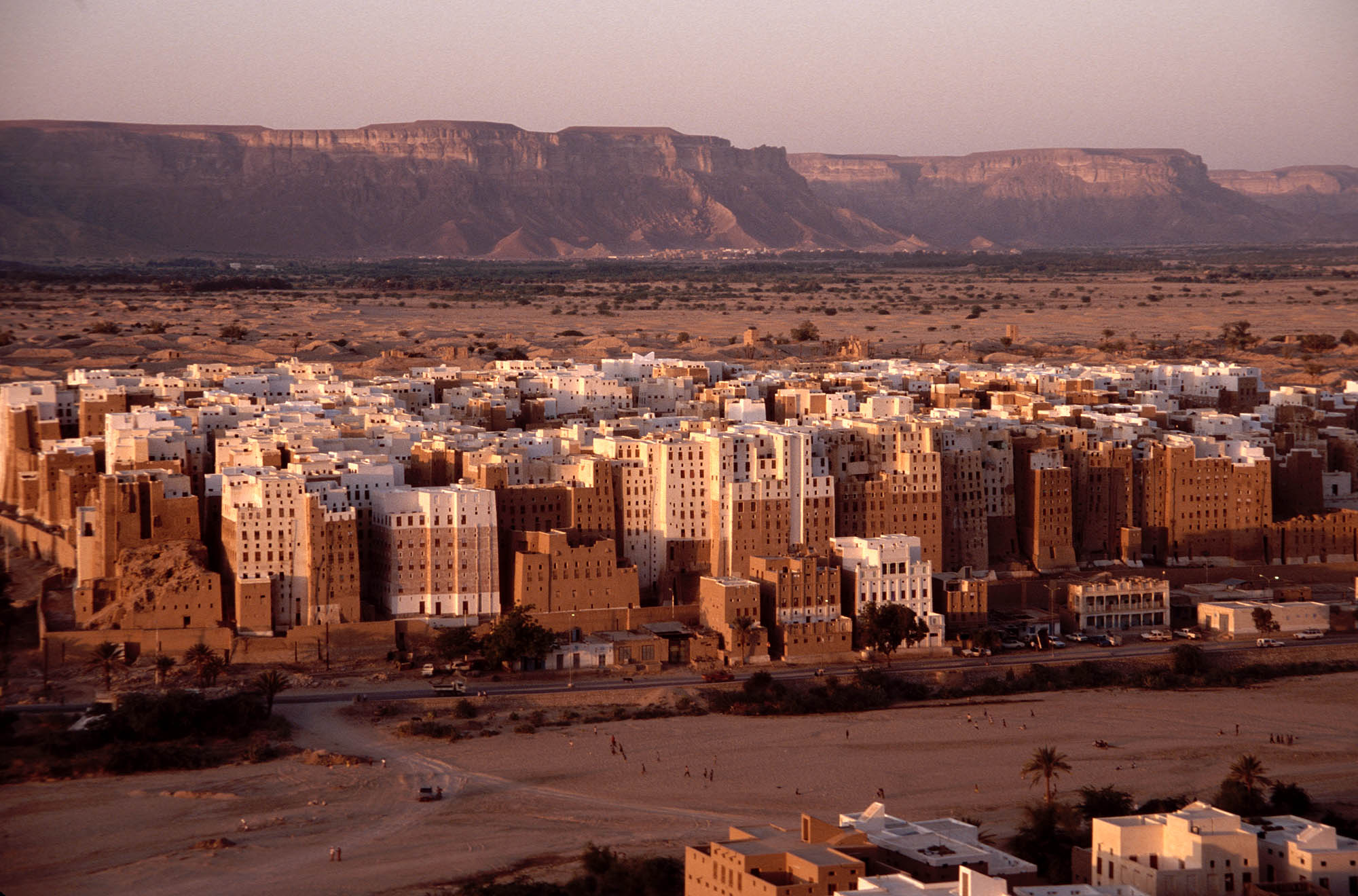
„Manhattan pouště“
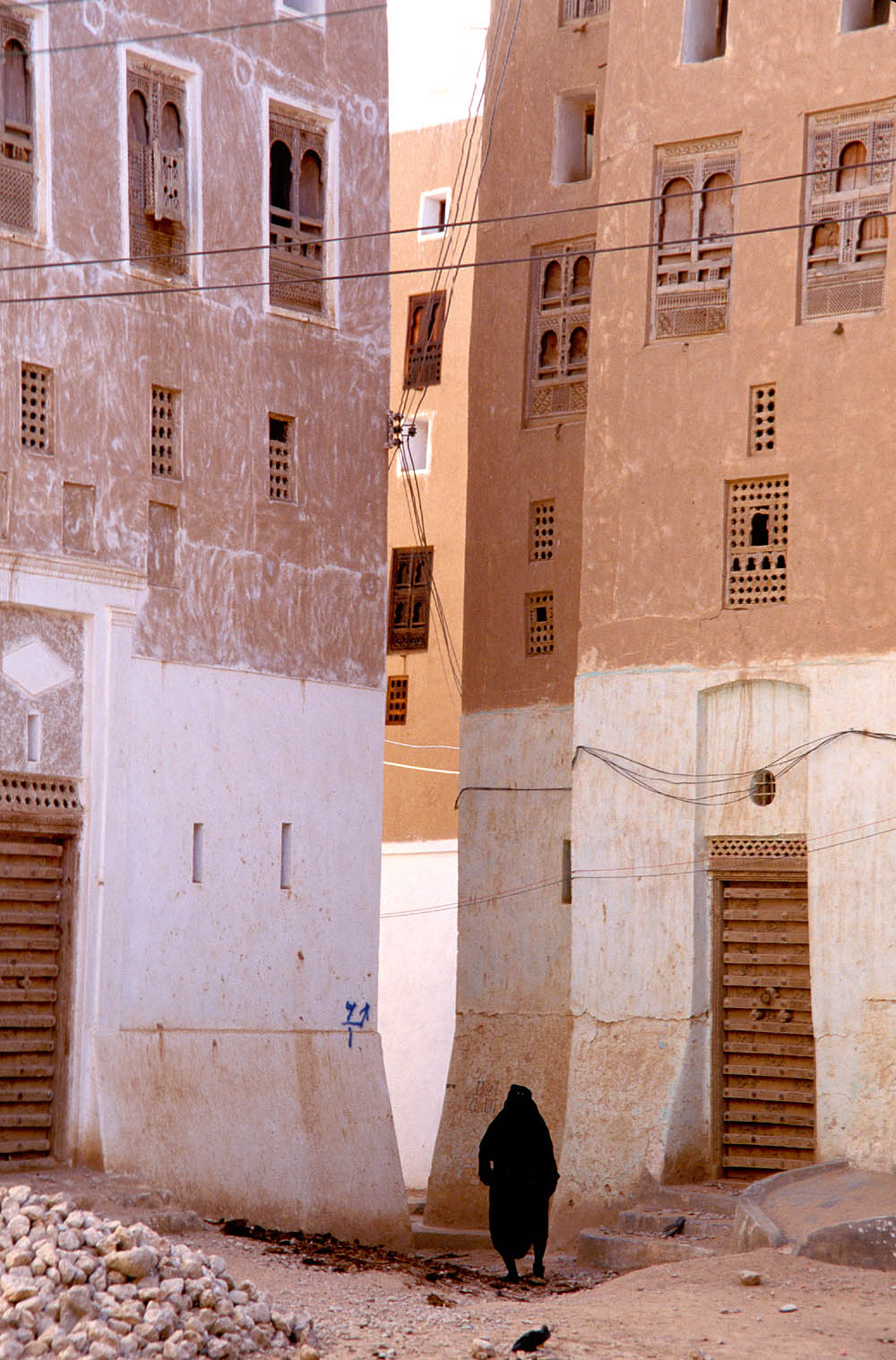
Mezi domy
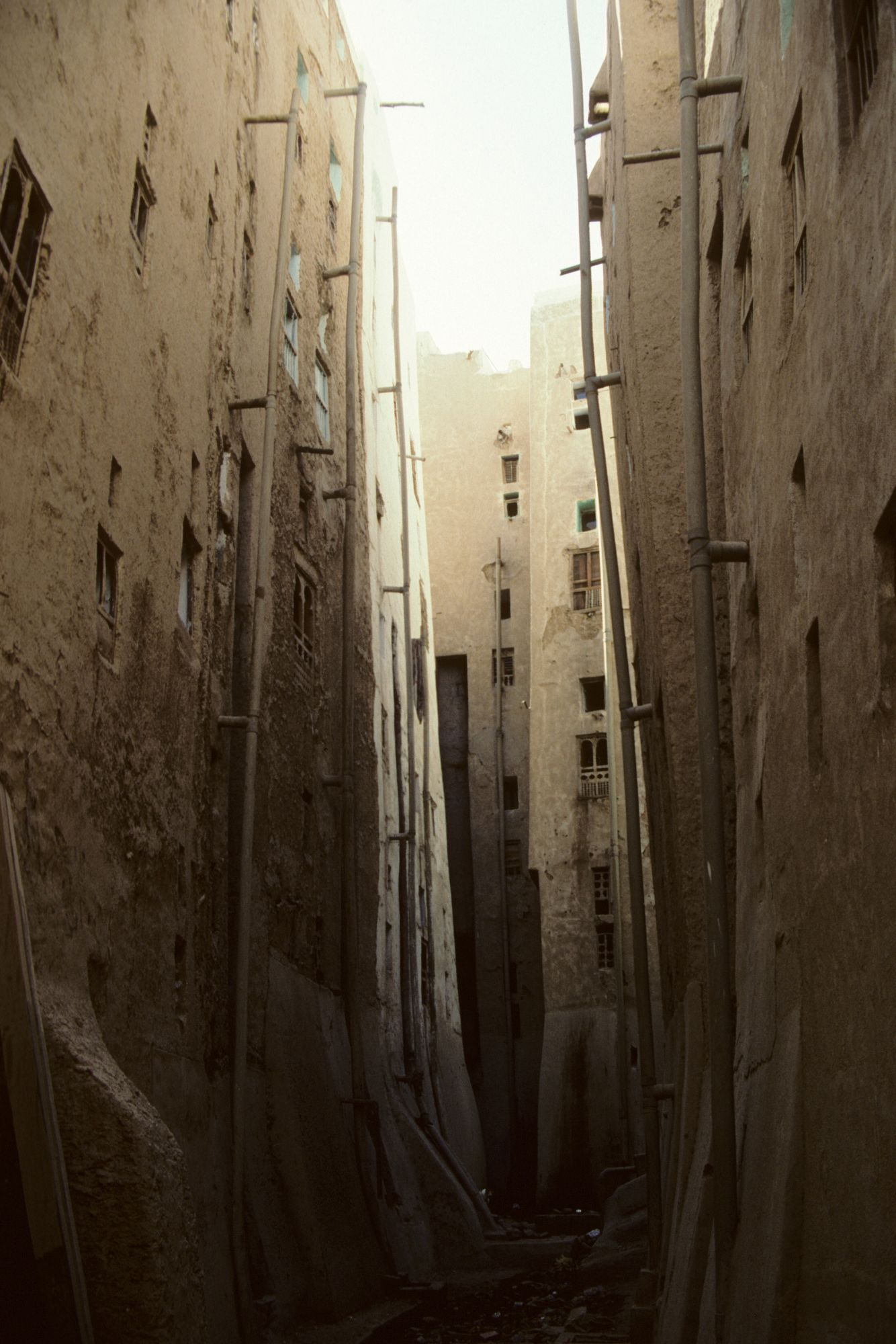
Jedna z „ulic“
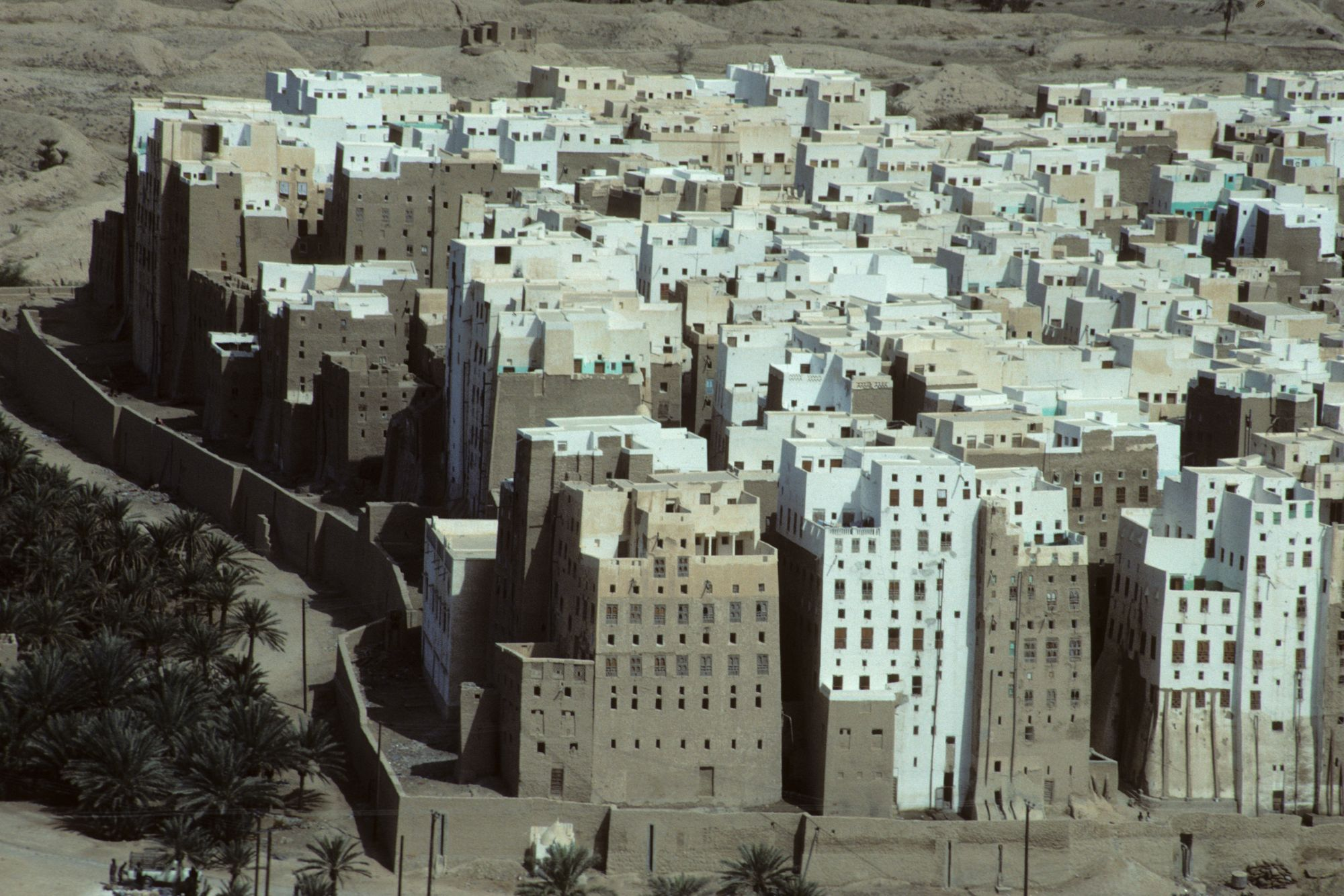
Pohled z výšky
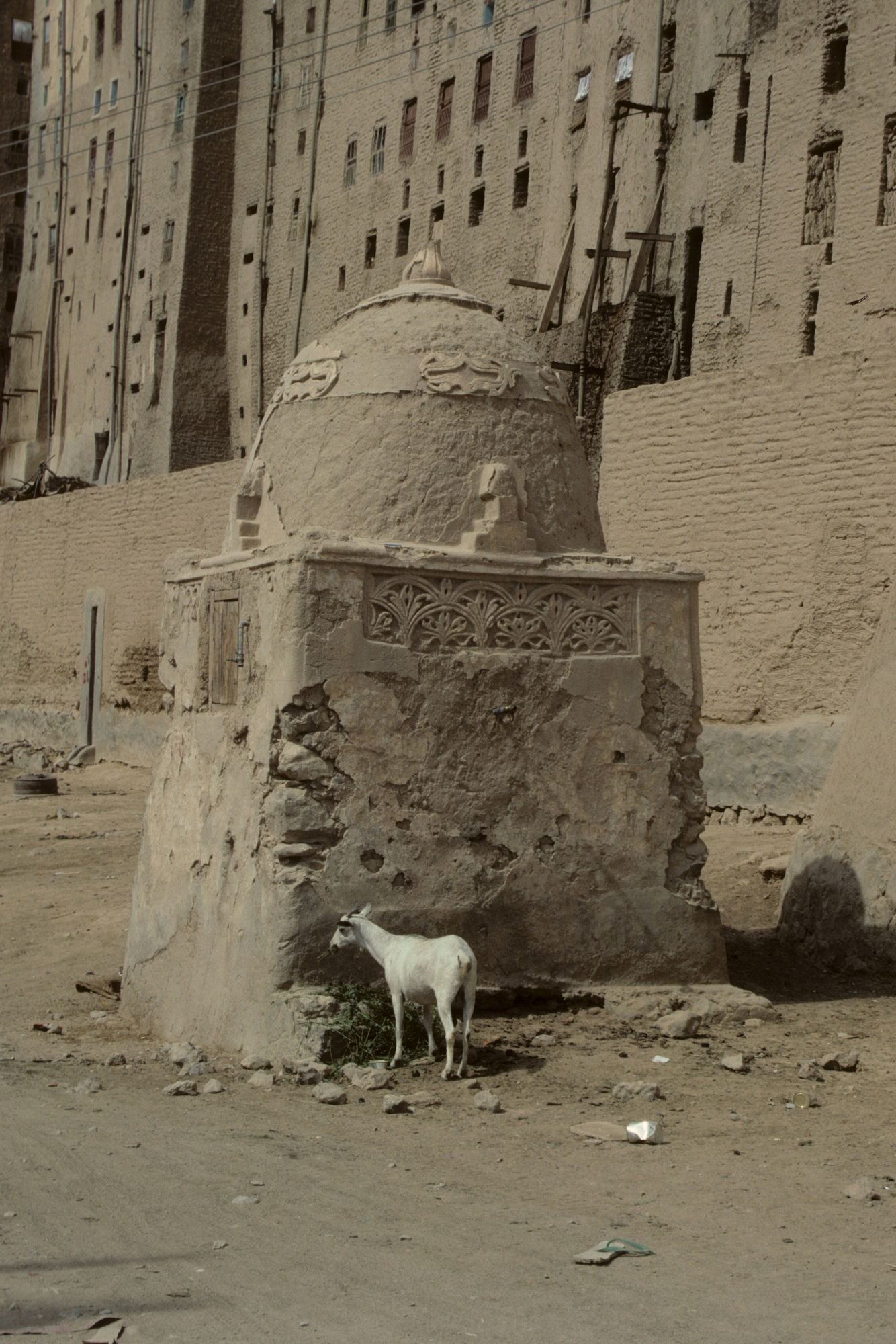
Starý vodojem